# Synclysmus grisescens
Synclysmus grisescens là một loài bướm đêm trong họ Geometridae.